# Léon Croizat
Léon Camille Marius Croizat, född den 16 juli 1894 i Turin, död den 30 november 1982 i Coro, var en fransk-italiensk botaniker som utvecklade panbiogeografin.
Auktorsnamnet Crozait kan användas för Léon Croizat i samband med ett vetenskapligt namn inom botaniken; se Wikipediaartiklar som länkar till auktorsnamnet.